# Bernard Saladin d’Anglure
Bernard Saladin d'Anglure (París, 2 de mayo de 1936 - Toulouse, 13 de febrero de 2025) fue un antropólogo y etnógrafo francés y canadiense. Su trabajo se centró principalmente en los inuit del norte de Canadá, especialmente en las prácticas del chamanismo y sus concepciones sobre el género. Como teórico antropológico, estudió con el estructuralista Claude Lévi-Strauss, pero fue más reconocido por su metodología innovadora y la elaboración del concepto de "tercer sexo". Hablaba con fluidez francés, inglés e inuktitut. Fue profesor durante 30 años en la Universidad Laval.

## Información biográfica
D'Anglure nació en París, Francia el 2 de mayo de 1936. En 1956, a los 19 años, d'Anglure obtuvo una beca francesa de la Fundación Nacional de Bolsas Zellidja que le llevó a Canadá y le permitió viajar por el norte de Quebec, pasando varias semanas en el asentamiento de Quaqtaq, Nunavik.
A su regreso inició una maestría en antropología en la Universidad de Montreal y recibió la titulación en 1964. D'Anglure completó un doctorado en etnología de la École pratique des hautes études de Paris en 1971. Durante sus estudios de posgrado realizó varios viajes a Canadá para trabajar como asistente del destacado antropólogo francés Claude Lévi-Strauss en Nunavik, Quebec.
Al regresar a Canadá en 1971, obtuvo un puesto permanente como profesor de Antropología en la Universidad Laval y trabajó de director del Departamento desde el 1971 hasta 1974. Como maestro, Bernard Saladino de Anglure fue reconocido como un destacado comunicador que supo combinar una profunda erudición con un extraordinario poder analítico. También tenía un talento formidable como narrador. De hecho, tuvo la oportunidad de enseñar varias materias, incluyendo "Antropología inuit", "East-West", "Women-Maine-Menet Ratios" y "Parenté y Organización Social" Su trabajo en la Universidad se ha centrado en Nunavik y la isla de Baffin —particularmente en la comunidad de Igloolik, Nunavut, y en el chamanismo inuit.
En 1977 fundó Études Inuit Studies, una revista internacional bilingüe sobre la etnografía, las estructuras políticas y el estudio científico de los pueblos del Ártico. Fue el fundador de la Conferencia bienal de Estudios Inuit, así como del Grupo de Estudios Inuit y Circumpolares que ha contribuido significativamente a las ciencias sociales del Ártico en Canadá. D'Anglure recibió el Premio de Ciencias del Norte del Gobierno de Canadá en 2001.
Saladin D'Anglure murió el 13 de febrero de 2025 en Toulouse, a la edad de 88 años.

## Trabajo antropológico

### Contribuciones metodológicas
D'Anglure fue pionero en el uso de técnicas visuales para la recopilación de datos etnográficos. Junto con Asen Balikci, fue uno de los primeros en utilizar técnicas de audio y video para registrar datos etnográficos entre los inuit. Produjo y asesoró más de veinte películas, tanto académicas como de otros tipos. Un ejemplo notable de esto último es Atanarjuat: The Fast Runner (Kunuk, 2001).
Produjo material etnográfico de gran extensión, en particular Igloolik Nunavut/Igloolik notre terre, en colaboración con Michel Treguer. La película explora las formas de vida tradicionales inuit y como se ven afectadas por cambios como las viviendas prefabricadas y el inicio del proceso que siguieron los inuit para crear Nunavut.
Colaboró estrechamente con Igloolik Isuma Productions en su producción, edición y asesoramiento. Mantuvo una relación cercana con la comunidad de Igloolik, Nunavut: su hijo, Guillaume Saladin, es uno de los miembros fundadores de la compañía de circo inuit Artcirq.
A lo largo de su trabajo como antropólogo, d'Anglure fue defensor de la autonomía y la expresión entre los inuit, así como de la reapropiación de su cultura y sus datos antropológicos. En 1974, fundó la Asociación Inuksiutiit Katimajiit Inc., una sociedad canadiense sin fines de lucro cuyo principal objetivo era devolver a los inuit datos de investigaciones, como mapas de uso de la tierra y árboles genealógicos, que había recopilado. Ayudó a traducir al francés la primera novela en lengua inuktitut, Sanaaq, escrita por Mitiarjuk Nappaaluk y editada en 1983.

### Contribuciones teóricas
Saladin d'Anglure elaboró un volumen significativo de literatura sobre el tema de la cultura inuit, particularmente en lo que respecta a sus construcciones sociales de género y la cosmogonía: fue autor de ciento dieciséis artículos, diecisiete libros y otras publicaciones sobre el tema.
Las investigaciones de Saladin D'Anglure sobre el chamanismo y el género sacaron a la luz una concepción de los chamanes inuit fuertemente disociada de las tradicionalmente aceptadas imágenes de violencia. En Être et renaître Inuit: homme, femme ou chamane (2006), explora la concepción del chamán inuit como "cruzador de fronteras" que puede navegar entre los mundos espiritual y material y también pertenecer a una tercera concepción de género, separada del masculino o el femenino. Esta idea del chamanismo como algo que trasciende la dualidad de género entra en conflicto con los estudios de la vida social inuit en invierno realizados por Mauss. Mientras que Mauss había declarado los intercambios conyugales inuit como "comunismo sexual", el análisis de la práctica chamánica de Saladin d'Anglure defiende la creación de un "tercer sexo" como factor de equilibrio.
Saladin d'Anglure también ha escrito sobre las narraciones intrauterinas inuit, que describen las experiencias individuales de los inuit antes del nacimiento, experiencias que se recuerdan incluso en vidas pasadas y que, como tales, tienen cierta relación con el concepto de reencarnación.
Aunque su análisis estuvo fuertemente influenciado por la escuela estructuralista, Saladino d'Anglure se desvió a menudo de las teorías de Lévi-Strauss. Según el estructuralismo de Lévi-Strauss, los inuit deberían tener una tecnología más compleja que las poblaciones del sur, aunque mantengan un sistema de parentesco más simple; los datos de d'Anglure, sin embargo, indicaban un sistema de parentesco extremadamente complejo basado en el chamanismo y la reencarnación.
Aunque nunca se declaró teórico de la escuela estructuralista, mantuvo una estrecha relación profesional con Lévi-Strauss, quién escribió el prefacio de Être et renaître Inuit y llegó a declararlo un futuro clásico.

## Obras seleccionadas
- Être et renaître Inuit. Homme, femme, ou chamane (2006)
- Au Pays des Inuit: Un Film, un Peuple, une Légende (2002)
- Igloolik Nunavut: Igloolik notre terre, junto a Michel Truguer (1976)